# 澜沧凤仙花
澜沧凤仙花（学名：Impatiens principis），为凤仙花科凤仙花属下的一个植物种。